# Potsdamer Platz (Kirchner)
Cet article concerne la peinture d'Ernst Ludwig Kirchner. Pour la place de Berlin, voir Potsdamer Platz.
Potsdamer Platz est le titre d'une peinture réalisée en 1914 par le peintre expressionniste Ernst Ludwig Kirchner. Elle fait partie d'un ensemble de tableaux ayant pour thème les scènes de rue. 
Elle montre deux cocottes élégamment habillées, comme les prostituées ont été appelées à Berlin, attendant le client sur la Potsdamer Platz de Berlin. L'histoire de l'art considère ce tableau comme l'œuvre principale des tableaux berlinois de Kirchner présentant- des scènes de rue d'avant la Première Guerre mondiale

## Histoire et contenu du tableau

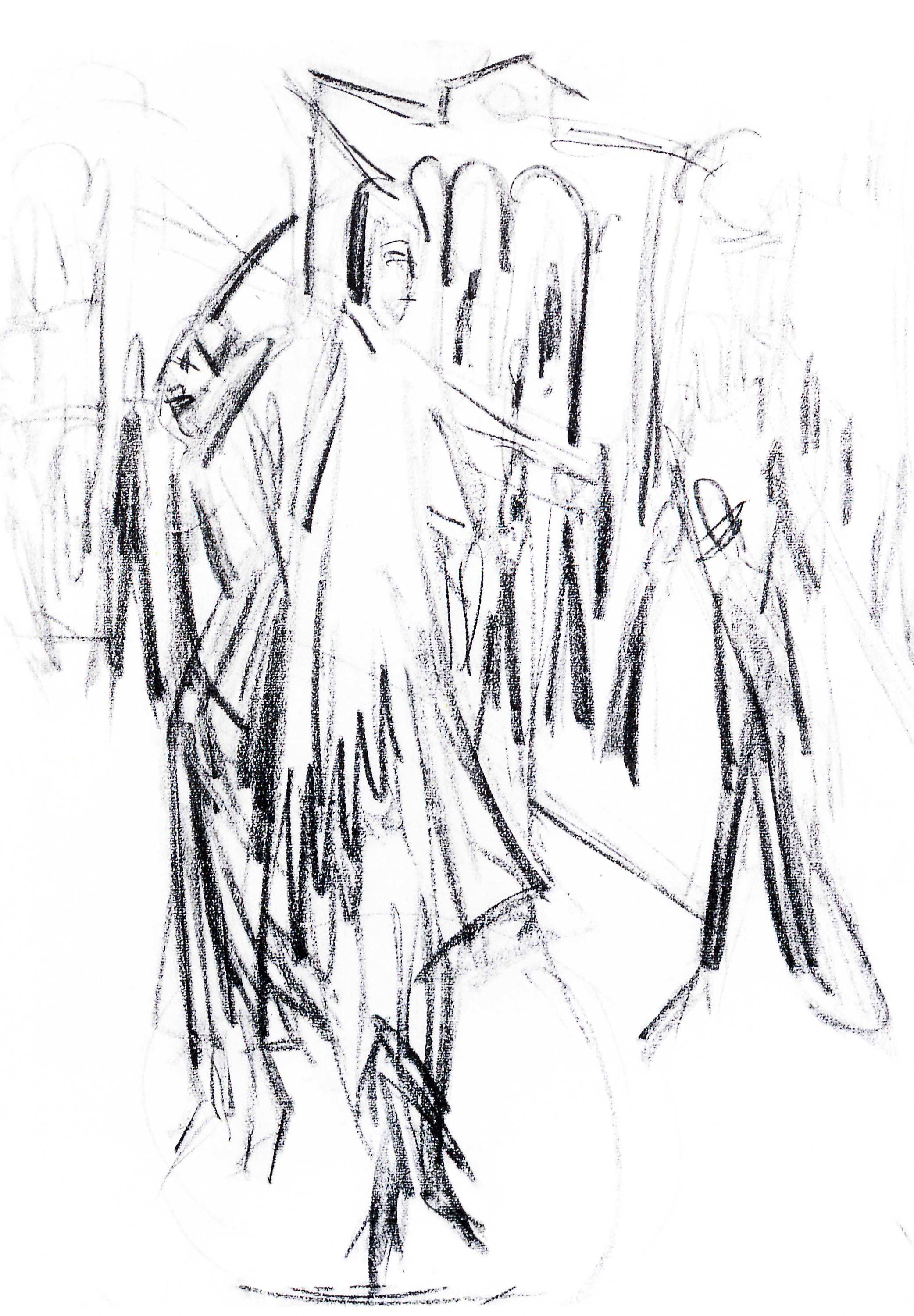
Dessin au fusain (1914)

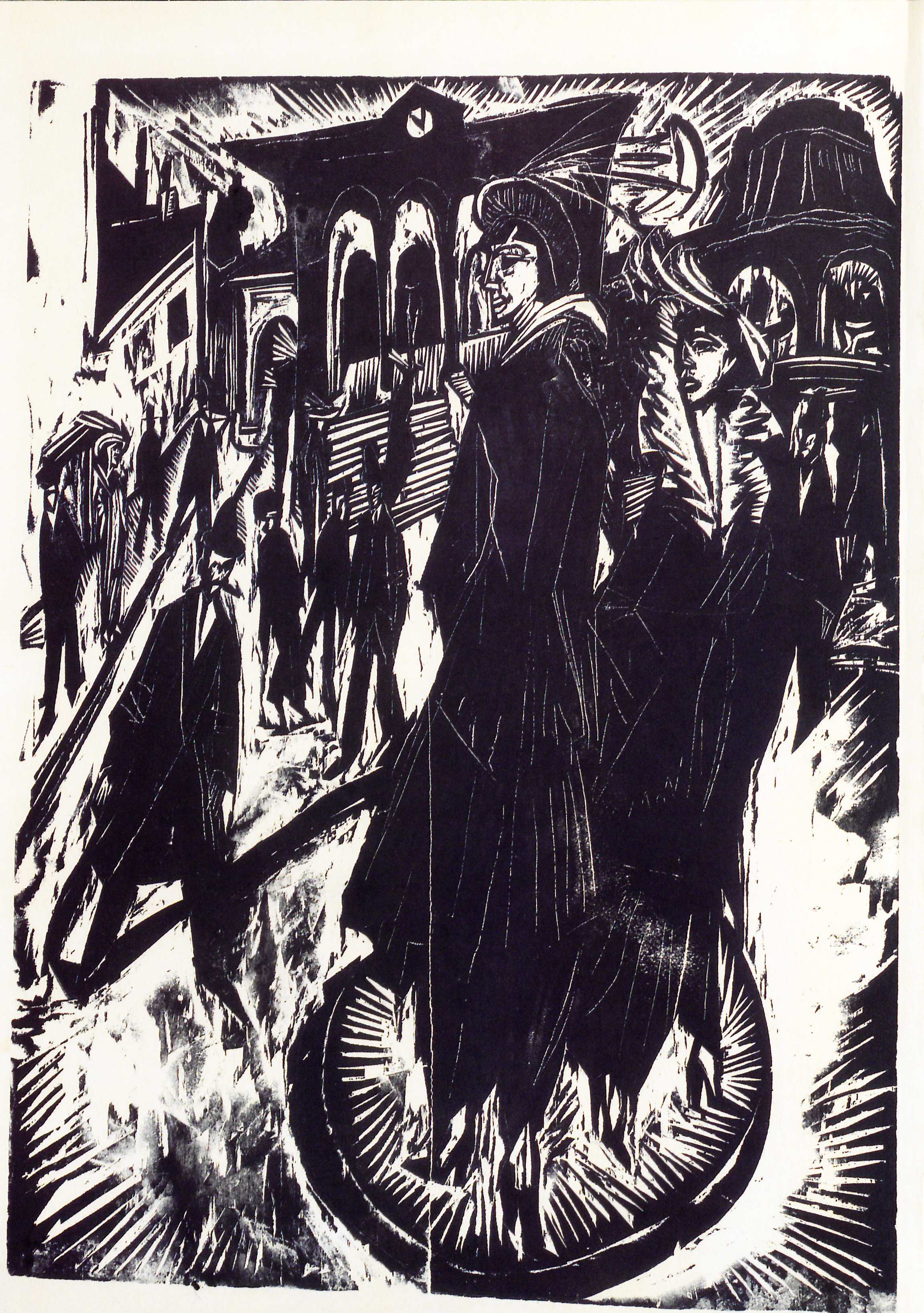
Gravure sur bois (1914)

Le tableau appartenait à un discret propriétaire privé puis a été prêté à la Nationalgalerie de Berlin en 1987 et finalement acheté en 1999. L'œuvre a été exposée au Kunsthaus de Zurich en 1918, puis en 1958 au musée Folkwang d'Essen et à Raleigh, aux États-Unis. Elle a été montrée à la documenta 2 à Cassel, à Paris, à Düsseldorf et en 1963 dans l'exposition de Darmstadt Zeugnisse der Angst in der modernen Kunst (Témoignages de la peur dans l'art moderne). En 1964, le tableau est exposé à Londres, puis en 1979 à Berlin et Cologne (exposition à l'occasion du centième anniversaire de la naissance de Kirchner). Dans les années 1990, l'œuvre a été montrée à Madrid et Düsseldorf.
Le tableau de Kirchner est l'une des Scènes de rue de Berlin, une série de tableaux peints en 1913 et 1914 après son déménagement de Dresde à Berlin. Il représente une scène vers minuit sur la Potsdamer Platz à Berlin; de nombreux passants se déplacent dans des directions différentes. Les hommes portent des vêtements noirs et trois femmes sont vêtues de rose. Au premier plan, sur une sorte d'îlot de circulation, avec une perspective très oblique, à partir de laquelle on peut facilement glisser, se trouvent deux prostituées élégamment habillées. La femme rousse à gauche se présente comme une veuve de guerre vêtue de noir avec un voilette, ce qui suggère que le personnage n'a été achevé qu'après le début de la guerre en août 1914 ; il est montré de profil. La femme de droite porte une robe bleue de Prusse et est représentée de face. Les deux femmes portent des chaussures noires à talons hauts. La femme vêtue de bleu semble donner un petit coup de pouce à sa collègue avec son pied droit pour l'inciter à se mettre en retrait. La pose fière est renforcée par les chapeaux extravagants et l'expression faciale en forme de masque répulsif des visages étroits. Les personnages masculins en arrière-plan sont des clients potentiels susceptibles de traverser la rue pour les contacter. En arrière-plan, on aperçoit la gare de Potsdam, dont l'horloge indique minuit. Sur le bord gauche se trouve un palais d'amusement avec le café Piccadilly, un point de rencontre alors connu, qui est devenu plus tard la Maison Vaterland.
Les deux femmes sont les danseuses de boîte de nuit Erna Schilling et sa sœur Gerda, les amies de Kirchner à Berlin, avec lesquelles il vivait dans une relation à trois. Elles sont représentées presque grandeur nature. Kirchner a recommandé de suspendre le tableau près du sol. L'environnement et l'arrière-plan avec les autres personnages semblent disproportionnés et déformés. Le sujet de l'œuvre n'est pas l'espace, mais la relation entre les personnages. Le lien entre le premier plan et l'arrière-plan du tableau est formé par les hommes avec les jambes écartées à gauche et à droite des femmes. Selon Jens Bisky, l'un des hommes, celui qui approche les femmes de droite, est similaire à un personnage d'Otto Mueller un collègue artiste de Kirchner. Son chapeau, qui posé très en diagonale sur sa tête, est destiné à signaler le désastre aérien de la Première Guerre mondiale : « Le citoyen a toujours son chapeau sur la tête. Mais bientôt il perdra son chapeau et sa tête ». Les femmes se détournent des hommes, se parent, ce qui augmente la tension érotique entre les groupes de personnages. Kirchner parvient à créer une tension entre les personnages isolés et aliénés, renforcée par l'architecture de la scène et les couleurs.
Les tons rouges et roses irréels, les tons verts radieux de la surface de la route, peuvent s'expliquer par la forte proportion de vert dans l'ancien éclairage à gaz de Berlin, et la composition angulaire aiguë avec une forme de coin en forme de V effilée au premier plan crée un élément agressif. Dans sa rétrospective intitulée Das Werk (1925), Kirchner lui-même décrit la composition de ses scènes de rue comme des « sensations non objectives » et que « le sentiment qui règne sur une ville comment les gens se composent dans la foule et se déplacent le long des chemins », peut être comprise comme des « lignes de force ». Le tableau a probablement été commencé au printemps 1914, mais n'a été achevée qu'après le début de la guerre en août. Il existe une gravure sur bois de Kirchner, qui montre une scène similaire à l'envers. L'historien de l'art américain spécialiste de l'expressionnisme allemand, Donald E. Gordon, écrit dans son index critique des œuvres de Kirchner que, pour la première fois, le contexte architectural de la Potsdamer Platz apparaît « fortement dans cette image, qu'il peut être déterminé avec précision et donc identifié plus tôt. Les distorsions habituelles de Kirchner des relations spatiales et de taille atteignent un maximum excitant de rêverie et d'anomalie ».

## Les veuves de guerre: difficultés sociales et prostitution
Selon l'historien de l'art de Marburg Hyang-Sook Kim, la représentation de la femme de gauche en veuve de guerre a une signification particulière. En s'identifiant comme veuves de la guerre franco-prussienne de 1870/1871, les prostituées étaient en effet mieux protégées contre les représailles de la police. La veuve de guerre a une obligation sociale de chagrin et d'abstinence, mais d'autre part doit assurer sa subsistance en se prostituant. La situation économique des veuves de guerre était en effet déplorable : les pensions étaient versées en fonction du rang, et non selon la durée de la période sous les drapeaux.
La veuve de guerre est à nouveau disponible sexuellement et se dégrade ainsi volontairement en proie du sexe opposé. Sur ce tableau, le voile ressemble à une cage, ce qui suggère l'intention de Kirchner : faire comprendre aux spectateurs la contradiction de la société qui pouvait conduire les veuves de guerre à la prostitution alors même qu'elles devaient porter le deuil et n'étaient pas autorisées à porter des vêtements attirant la moindre attention ou à avoir des poses ou des gestes provocants. Dans la société alors patriarcale, le voile sert à contrôler la sexualité féminine. Le point de vue émotionnel que porte Ernst Ludwig Kirchner sur les femmes les réduit à un rôle de «porteurs sensoriels». Et surtout, l'exacerbation  de son âme intérieure se manifeste particulièrement clairement.
1914 était une année particulière pour Kirchner : après la dissolution de l'association d'artistes Die Brücke, il espérait réussir seul dans le monde de l'art mais l'irruption de la Première Guerre mondiale mit fin à ses espoirs. Kirchner est devenu de plus en plus anxieux et nerveux ce qui pourra plus tard être décrit comme un état pathologique. En 1915, il se déclare « volontairement réfractaire » à l'armée mais ne parvient pour autant à surmonter sa crise personnelle. Cela l'amène plutôt à changer l'image de la femme de la fiction d'un compagnonnage idéel à des sentiments négatifs, ce qui le conduit à la diaboliser les femmes et en particulier les prostituées,,.